# Putnizyt
Putnizyt – minerał odkryty w 2007 r. na półwyspie Polar Bear leżącym na jeziorze Cowan w Australii Zachodniej.  Nie jest spokrewniony z żadnym innym znanym minerałem. Nazwa pochodzi od nazwiska australijskich mineralogów Andrew i Christine Putnis.

## Charakterystyka

### Nazwa
Nazwa putnizyt (ang. putnisite) pochodzi od nazwiska australijskich mineralogów Andrew i Christine Putnis.

### Właściwości
Putnizyt jest związkiem strontu, wapnia, chromu, siarki, węgla, tlenu i wodoru, jego wzór chemiczny to SrCa
4Cr
83+
(CO
3)
8SO
4(OH)
16·25H
2O.
Minerał ma formę małych pseudosześciennych kryształków o średnicy poniżej pół milimetra i występuje w skałach wulkanicznych.  Kryształy są kruche, półprzezroczyste i mają barwę od bladego do ciemnego fioletu z różowymi smugami.
Jego twardość wynosi 1,5–2, a gęstość 2,20-2,23 g/cm3. Nie jest spokrewniony z żadnym innym znanym minerałem.

### Występowanie
Minerał odkryty na półwyspie Polar Bear leżącym na jeziorze Cowan w Australii Zachodniej. Występuje w matrycy złożonej z kwarcu i amorficznego krzemianu chromu.

### Zastosowanie
Nie są jeszcze znane żadne sposoby praktycznego zastosowania tego minerału.